# Bioquímica comparativa
A bioquímica comparativa é um campo de estudo dentro da biologia que investiga as semelhanças e diferenças bioquímicas entre organismos de diferentes espécies. Ela pode ser aplicada ao estudo das funções celulares e moleculares, incluindo o estudo de diferentes tipos de organismos.
Esses estudos se concentram na comparação das estruturas e funções de biomoléculas, como proteínas, ácidos nucleicos, lipídios e carboidratos, para entender melhor como os processos biológicos variam ou são conservados entre os diferentes organismos. Esse campo ajuda a identificar padrões evolutivos, mecanismos moleculares comuns, e pode ser usado para explorar adaptações bioquímicas específicas a diferentes ambientes. A evolução molecular e a bioquímica comparativa, oferecem uma perspectiva sobre como as diferenças e semelhanças bioquímicas entre organismos e suas biomoléculas podem refletir a evolução e a adaptação a diferentes ambientes.

### Principais objetivos da bioquímica comparativa
A bioquímica comparativa tem como principais objetivos comparar as biomoléculas, como proteínas, enzimas, ácidos nucleicos e vias metabólicas. Através da comparação dessas estruturas e funções, é possível traçar padrões evolutivos, identificar adaptações específicas e inferir como organismos de diferentes ambientes podem compartilhar ou modificar processos bioquímicos fundamentais. Esse campo de estudo tem também ganhado destaque na área de genômica comparativa, com os avanços em técnicas de sequenciamento genômico, permitindo uma compreensão mais detalhada da evolução molecular. A seguir, são apresentados os principais objetivos da bioquímica comparativa:
1. Comparação de proteínas e enzimas: a bioquímica comparativa analisa a estrutura e a função de proteínas e enzimas em diferentes organismos, buscando desvendar como essas moléculas evoluíram e como suas funções podem ser adaptadas a diferentes necessidades biológicas.
2. Estudo de vias metabólicas: a comparação das vias metabólicas entre organismos ajuda a entender como diferentes organismos podem realizar funções semelhantes, mas com mecanismos bioquímicos ligeiramente diferentes.
3. Genômica comparativa: Com o avanço das técnicas de sequenciamento de DNA, a bioquímica comparativa também está muito associada à genômica comparativa. Esse ramo compara sequências de DNA ou RNA para identificar semelhanças e diferenças, além de inferir funções e estruturas proteicas com base nesses dados.
4. Estudos evolutivos: A análise comparativa pode revelar como as diferentes linhagens de organismos se adaptaram a seus ambientes, modificando suas capacidades bioquímicas para sobreviver em condições específicas.